# Юлдуз (Оренбургская область)
Юлду́з — посёлок в Бугурусланском районе Оренбургской области России, входит в состав Благодаровского сельсовета.

## География
Посёлок находится на левом берегу реки Саврушка, на расстоянии 9 км к северо-западу от города Бугуруслан, административного центра района.

### Часовой пояс
Посёлок Юлдуз, как и вся Оренбургская область, находится в часовой зоне МСК+2. Смещение применяемого времени относительно UTC составляет +5:00.

## Население
| 2010 |
| ---- |
| 16   |

### Национальный состав
По данным Всероссийской переписи населения 2010 года:
| № | Национальность | Численность, чел. | Доля |
| - | -------------- | ----------------- | ---- |
| 1 | татары         | 10                | 63 % |
| 2 | другие         | 6                 | 37 % |